# 卡尔梅勒和勒维亚拉
卡尔梅勒和勒维亚拉（法語：Calmels-et-le-Viala，法語發音：[kalmɛl e lə vjala]）是法国阿韦龙省的一个市镇，属于米约区。

## 地理
卡尔梅勒和勒维亚拉（43°56'45"N, 2°45'9"E）面积23.2 平方千米，位于法国奧克西塔尼大區阿韦龙省，该省份为法国南部内陆省份，位于法國中央高原南部，北起顺时针与康塔爾省、洛泽尔省、加尔省、埃罗省、塔恩省、塔恩-加龙省和洛特省接壤。
与卡尔梅勒和勒维亚拉接壤的市镇（或旧市镇、城区）包括：莱科斯特戈宗、聖阿夫里克、圣伊宰尔、圣瑞埃里、瓦布尔拉拜。

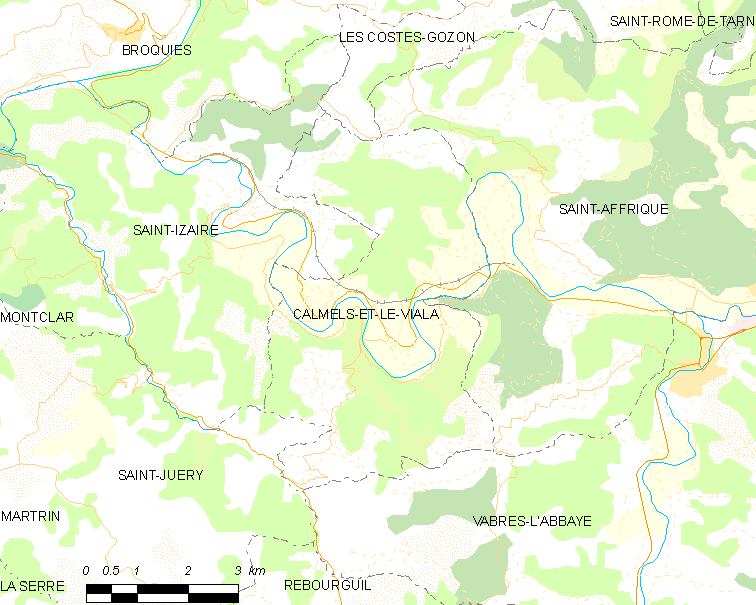
卡尔梅勒和勒维亚拉的OSM定位图

卡尔梅勒和勒维亚拉的时区为UTC+01:00、UTC+02:00（夏令时）。

## 行政
卡尔梅勒和勒维亚拉的邮政编码为12400，INSEE市镇编码为12042。

## 政治
卡尔梅勒和勒维亚拉所属的省级选区为圣阿夫里克县。

## 人口

1962-2008年间卡尔梅勒和勒维亚拉人口变化图示

卡尔梅勒和勒维亚拉于2022年1月1日时的人口数量为186人。